# نيستور مونج
نيستور مونج (بالإسبانية: Néstor Monge)‏ هو لاعب كرة قدم كوستاريكي في مركز الوسط، ولد في 7 يناير 1990 في San Isidro de El General ‏ في كوستاريكا. شارك مع منتخب كوستاريكا لكرة القدم. أما مع النوادي، فقد لعب مع ديبورتيفو سابريسا ونادي كارتاهينيس.

## وصلات خارجية
- نيستور مونج على موقع قاعدة بيانات كرة القدم.إي يو (الإنجليزية)
- نيستور مونج على موقع ناشيونال فوتبول تيمز (الإنجليزية)
- نيستور مونج على موقع Soccerway.com (الإنجليزية)